# USS LST-980
O USS LST-980 foi um navio de guerra norte-americano da classe LST que operou durante a Segunda Guerra Mundial.